# Rodrigue (prénom)
Pour les articles homonymes, voir Rodrigue.
Pour les articles ayant des titres homophones, voir Rodrigues et Rodríguez.
Cette page présente le prénom Rodrigue ainsi que ses variantes.
Rodrigue est un prénom masculin d'origine germanique formé de hrod, gloire et ric, puissant.

## Variantes
Il a pour variantes : 
- Rodrigo
- Rodrigues
- Roderic

Rod, Roderick, Rodric, Rodrick, Ruy, Rui, et pour forme féminine Ruyä.

## Personnalités portant ce prénom
- Pour l'ensemble des articles sur les personnes portant ce prénom, consulter :
  - la liste des articles dont le titre commence par ce prénom
  - les listes produites par Wikidata : Liste des personnes de prénom « Rodrigue » — même liste en incluant les éventuels prénoms composés qui contiennent « Rodrigue ».
- Rodéric, dernier roi Wisigoth d'Hispanie, mort en juillet 711 près de Jerez de la Frontera dans la province de Cadix (Andalousie) ;
- Rodrigo Diaz de Bivar dit le Cid Campeador ;
- Rodrigue Janois (Rod Janois), auteur compositeur interprète ;
- Rodrigue , nom de scène du chanteur Rodrigue Woittez.

### Saint chrétien
- Rodrigue de Cordoue († 857), ou Rudericus ou Rodéric, avec Salomon de Cordoue, martyrs de Cordoue, fêtés le 13 mars par les Églises catholique et orthodoxe[2].

### Personnage littéraire
- Rodrigue est le nom du personnage principal du Cid de Corneille inspiré du Cid Campeador ;
- Ruy Blas, héros de la pièce éponyme de Victor Hugo ;
- Don Rodrigue, héros de la pièce de Paul Claudel Le Soulier de satin.